# Chromatium okenii
Chromatium okenii es una especie de bacteria Gram-negativa encontrada en el agua.
Chromatium okenii , perteneciente a la bacteria del azufre púrpura (PSB, familia Chromatiaceae), fue descrito en el medio ambiente como flores violetas masivas ya en 1838 por los microbiólogos Ehrenberg y Weisse como: “ Monas corpore cylindrico , aequabili , parumpcr curvato , ter quaterve longiore quam lato , utrinque rotundato , 1/192 lineae attingens , volutando procedens , vacillans , rubra; socialis ” 1 
- Datos: Q5113742